# Châu Kiệt
Châu Kiệt (tiếng Trung: 周杰; bính âm: Zhōu Jié; sinh ngày 5 tháng 8 năm 1970) là một nam diễn viên và ca sĩ người Trung Quốc, nổi tiếng nhất nhờ đóng vai Phúc Nhĩ Khang trong bộ ba phim Hoàn Châu cách cách và vai Dương Khang trong Anh hùng xạ điêu (2003).

## Thân thế và giáo dục
Châu sinh ra tại Tây An, Thiểm Tây vào ngày 5 tháng 8 năm 1970, trong khi nguyên quán của anh nằm ở Sơn Đông. Sau khi tốt nghiệp Học viện Hý kịch Thượng Hải vào năm 1993, anh chuyển công tác đến Nhà hát quốc gia Trung Quốc từ đó đến nay.

## Sự nghiệp diễn xuất
Châu có vai điện ảnh đầu tay trong phim tiểu sử Nguyễn Linh Ngọc của Quan Cẩm Bằng, anh hóa thân vào vai Lưu Quỳnh. Năm 1998, anh được tuyển vào vai diễn nổi tiếng nhất của mình, nhân vật Phúc Khang An (Phúc Nhĩ Khang) trong bộ phim truyền hình Hoàn Châu cách cách, chuyển thể từ tiểu thuyết cùng tên của nữ tiểu thuyết gia người Đài Loan Quỳnh Dao. Anh tái đám nhận vai này trong các phần phim tiếp theo là Hoàn Châu cách cách 2 (1999) và Hoàn Châu cách cách 3 (2003). Châu còn thủ vai Bao Công trong bộ phim truyền hình lịch sử Thiếu niên Bao Thanh Thiên (2000) của đạo diễn Hồ Minh Khải, đóng cùng Thích Tiểu Long, Lưu Di Quân và Lý Băng Băng.
Năm 2003, anh đóng cùng Lý Á Bằng, Châu Tấn và Tưởng Cần Cần trong bộ phim truyền hình võ hiệp Anh hùng xạ điêu, dựa trên tiểu thuyết cùng tên của nhà văn người Hồng Kông Kim Dung. Anh thủ vai chính Hoàng Đại Tiên trong Hiệp ảnh tiên tung, một bộ phim truyền hình kỳ ảo-võ hiệp chuyển thể từ bộ truyện về các vị tiên của Cát Hồng. Năm 2006, anh đóng vai Chu Vũ vương trong bộ phim truyền hình chuyển thể từ cuốn sách Phong thần diễn nghĩa của Hứa Trọng Lâm. Năm 2019, Châu có một vai nhỏ trong Lão trung y, diễn cùng Trần Bảo Quốc, Phùng Viễn Chinh và Hứa Tình.

## Đời tư
Năm 2015, Châu Kiệt rời làng giải trí, chuyên tâm vào kinh doanh và làm nông nghiệp, cụ thể là đầu tư trồng lúa và kinh doanh sản phẩm sạch. Anh còn sở hữu một nhà máy rượu nho riêng. Theo ước tính của trang QQ, tài sản của Châu Kiệt không dưới 2 triệu USD và anh còn sở hữu nhiều bất động sản ở châu Âu. Năm 2019, anh trực tiếp quyên góp 10 tấn gạo và đã đích thân đến Vũ Hán để điều phối trong Đại dịch COVID-19.

## Danh sách phim

### Điện ảnh
| Năm  | Tựa phim                      | Tựa tiếng Trung | Vai diễn        | Nguồn |
| ---- | ----------------------------- | --------------- | --------------- | ----- |
| 1991 | Nguyễn Linh Ngọc              | 阮玲玉          | Lưu Quỳnh       | [ 3 ] |
| 1995 | Đại kiếp án tàu hỏa Trung Nga | 中俄列车大劫案  | Lý Cường        |       |
| 1996 | Tiệt sát hương các tự         | 截杀香阁寺      | Quan Lực Hùng   |       |
| 1999 | Tương ước 2000 năm            | 相约2000年      | Tiểu Khang      |       |
| 1999 | Mai khôi lâu mê ảnh           | 玫瑰楼迷影      | Ngô Kiến        |       |
| 2007 | Đệ tam chủng ôn noãn          | 第三种温暖      | Quách Ninh      |       |
| 2011 | Kiến đảng vĩ nghiệp           | 建党伟业        | Lý Hán Tuấn     |       |
| 2015 | Linh điểm sát cơ              | 零点杀机        | Trần Vĩnh Cường | [ 7 ] |

### Truyền hình
| Năm  | Tựa phim                               | Tựa tiếng Trung  | Vai diễn          | Ghi chú     |
| ---- | -------------------------------------- | ---------------- | ----------------- | ----------- |
| 1992 | Thanh xuân vĩnh hằng                   | 青春永恒         | Một nhân viên trẻ |             |
| 1993 | Mạch sinh đích hải ngạn                | 陌生的海岸       | Nhạc Kình Đông    |             |
| 1998 | Nữ nhân tại gia                        | 女人在家         | Lưu Vạn Tài       |             |
| 1998 | Hoàn Châu cách cách                    | 还珠格格         | Phúc Khang An     | [ 3 ] [ 4 ] |
| 1999 | Hoàn Châu cách cách 2                  | 还珠格格2        | Phúc Khang An     | [ 3 ] [ 4 ] |
| 2000 | Thiếu niên Bao Thanh Thiên             | 少年包青天       | Bao Công          | [ 5 ]       |
| 2001 | Đào hoa phiến truyện kỳ                | 桃花扇传奇       | Hầu Triêu Tông    |             |
| 2003 | Anh hùng xạ điêu                       | 射雕英雄传       | Dương Khang       | [ 4 ]       |
| 2003 | Thuyết xuất nhĩ đích ái                | 说出你的爱       | Trương Bảo        |             |
| 2003 | Hoàn Châu cách cách 3                  | 还珠格格3        | Phúc Khang An     | [ 3 ] [ 4 ] |
| 2003 | Phi thường đạo                         | 非常道           | Lôi Minh          |             |
| 2004 | Chính nghĩa linh thiên hạ              | 正义令天下       | Trác Trung Nhạc   |             |
| 2004 | Anh hùng Quan Đông                     | 关东英雄         | Mạnh Đức Long     |             |
| 2004 | Hiệp ảnh tiên tung                     | 侠影仙踪         | Hoàng Đại Tiên    |             |
| 2005 | Chung cực huyền cơ                     | 终极玄机         | Trần Minh Vũ      |             |
| 2005 | Mai hoa đương án                       | 梅花档案         | Long Phi          |             |
| 2006 | Phong thần bảng: Phượng minh Kỳ sơn    | 封神榜之凤鸣岐山 | Chu Vũ vương      | [ 6 ]       |
| 2006 | Thấu minh thiên không                  | 透明天空         | Lật Mạc Phàm      |             |
| 2007 | Màn đêm ở Cáp Nhĩ Tân                  | 夜幕下的哈尔滨   | Một người Nhật    |             |
| 2007 | Dương quang phổ chiếu đại địa          | 阳光普照大地     | Trâu Địch Khắc    |             |
| 2008 | Bí mật liệt xa                         | 秘密列车         | Long Phi          |             |
| 2009 | Đại nữ đương giá                       | 大女当嫁         | Bành Thản         |             |
| 2010 | Tân kinh thành tứ thiểu                | 新京城四少       | Cổ Nhân Kiệt      |             |
| 2012 | Tượng huynh muội nhất dạng thủ lạp thủ | 像兄妹一样手拉手 | Lưu Phóng         |             |
| 2012 | Hắc dạ thiên sứ                        | 黑夜天使         | Tạ Trưởng Phong   |             |
| 2019 | Lão trung y                            | 老中医           | Giả tiên sinh     |             |